# 2018-as Formula–1 japán nagydíj
A japán nagydíj volt a 2018-as Formula–1 világbajnokság tizenhetedik futama, amelyet 2018. október 5. és október 7. között rendeztek meg a Suzuka Circuit versenypályán, Szuzukában.

## Választható keverékek
| Abroncs            | Friss | Használt |
| ------------------ | ----- | -------- |
| Közepes keverék    |       |          |
| Lágy keverék       |       |          |
| Szuperlágy keverék |       |          |
| Átmeneti esőgumi   |       |          |
| Teljes esőgumi     |       |          |

## Szabadedzések

### Első szabadedzés
A japán nagydíj első szabadedzését október 5-én, pénteken délelőtt tartották.
| helyezés | versenyző         | csapat/motor         | elért idő | különbség | futott kör |
| -------- | ----------------- | -------------------- | --------- | --------- | ---------- |
| 1        | Lewis Hamilton    | Mercedes             | 1:28,691  | −         | 25         |
| 2        | Valtteri Bottas   | Mercedes             | 1:29,137  | +0,446    | 26         |
| 3        | Daniel Ricciardo  | Red Bull-TAG Heuer   | 1:29,373  | +0,682    | 32         |
| 4        | Kimi Räikkönen    | Ferrari              | 1:29,627  | +0,936    | 20         |
| 5        | Sebastian Vettel  | Ferrari              | 1:29,685  | +0,994    | 20         |
| 6        | Max Verstappen    | Red Bull-TAG Heuer   | 1:29,841  | +1,150    | 30         |
| 7        | Esteban Ocon      | Force India-Mercedes | 1:30,591  | +1,900    | 28         |
| 8        | Romain Grosjean   | Haas-Ferrari         | 1:30,814  | +2,123    | 22         |
| 9        | Charles Leclerc   | Sauber-Ferrari       | 1:30,929  | +2,238    | 27         |
| 10       | Marcus Ericsson   | Sauber-Ferrari       | 1:31,073  | +2,382    | 29         |
| 11       | Pierre Gasly      | Toro Rosso-Honda     | 1:31,073  | +2,382    | 20         |
| 12       | Carlos Sainz Jr.  | Renault              | 1:31,100  | +2,409    | 23         |
| 13       | Sergio Pérez      | Force India-Mercedes | 1:31,272  | +2,581    | 29         |
| 14       | Kevin Magnussen   | Haas-Ferrari         | 1:31,274  | +2,583    | 28         |
| 15       | Nico Hülkenberg   | Renault              | 1:31,418  | +2,727    | 18         |
| 16       | Lance Stroll      | Williams-Mercedes    | 1:31,508  | +2,817    | 27         |
| 17       | Brendon Hartley   | Toro Rosso-Honda     | 1:31,908  | +3,217    | 23         |
| 18       | Fernando Alonso   | McLaren-Renault      | 1:32,034  | +3,343    | 21         |
| 19       | Szergej Szirotkin | Williams-Mercedes    | 1:32,513  | +3,822    | 26         |
| 20       | Lando Norris      | McLaren-Renault      | 1:32,683  | +3,992    | 30         |

### Második szabadedzés
A japán nagydíj második szabadedzését október 5-én, pénteken délután tartották.
| helyezés | versenyző         | csapat/motor         | elért idő | különbség | futott kör |
| -------- | ----------------- | -------------------- | --------- | --------- | ---------- |
| 1        | Lewis Hamilton    | Mercedes             | 1:28,217  | −         | 31         |
| 2        | Valtteri Bottas   | Mercedes             | 1:28,678  | +0,461    | 30         |
| 3        | Sebastian Vettel  | Ferrari              | 1:29,050  | +0,833    | 36         |
| 4        | Max Verstappen    | Red Bull-TAG Heuer   | 1:29,257  | +1,040    | 32         |
| 5        | Kimi Räikkönen    | Ferrari              | 1:29,498  | +1,281    | 33         |
| 6        | Daniel Ricciardo  | Red Bull-TAG Heuer   | 1:29,513  | +1,296    | 27         |
| 7        | Esteban Ocon      | Force India-Mercedes | 1:30,035  | +1,818    | 32         |
| 8        | Romain Grosjean   | Haas-Ferrari         | 1:30,440  | +2,223    | 32         |
| 9        | Marcus Ericsson   | Sauber-Ferrari       | 1:30,478  | +2,261    | 33         |
| 10       | Brendon Hartley   | Toro Rosso-Honda     | 1:30,502  | +2,285    | 27         |
| 11       | Sergio Pérez      | Force India-Mercedes | 1:30,510  | +2,293    | 28         |
| 12       | Nico Hülkenberg   | Renault              | 1:30,644  | +2,427    | 36         |
| 13       | Pierre Gasly      | Toro Rosso-Honda     | 1:30,795  | +2,578    | 10         |
| 14       | Carlos Sainz Jr.  | Renault              | 1:30,904  | +2,687    | 31         |
| 15       | Charles Leclerc   | Sauber-Ferrari       | 1:30,906  | +2,689    | 26         |
| 16       | Kevin Magnussen   | Haas-Ferrari         | 1:30,956  | +2,739    | 25         |
| 17       | Fernando Alonso   | McLaren-Renault      | 1:30,988  | +2,771    | 34         |
| 18       | Szergej Szirotkin | Williams-Mercedes    | 1:31,087  | +2,870    | 39         |
| 19       | Lance Stroll      | Williams-Mercedes    | 1:31,215  | +2,998    | 32         |
| 20       | Stoffel Vandoorne | McLaren-Renault      | 1:31,981  | +3,764    | 32         |

### Harmadik szabadedzés
A japán nagydíj harmadik szabadedzését október 6-án, szombaton délelőtt tartották.
| helyezés | versenyző         | csapat/motor         | elért idő | különbség | futott kör |
| -------- | ----------------- | -------------------- | --------- | --------- | ---------- |
| 1        | Lewis Hamilton    | Mercedes             | 1:29,599  | −         | 13         |
| 2        | Sebastian Vettel  | Ferrari              | 1:29,715  | +0,116    | 14         |
| 3        | Kimi Räikkönen    | Ferrari              | 1:30,054  | +0,455    | 13         |
| 4        | Max Verstappen    | Red Bull-TAG Heuer   | 1:30,304  | +0,705    | 13         |
| 5        | Valtteri Bottas   | Mercedes             | 1:30,422  | +0,823    | 13         |
| 6        | Daniel Ricciardo  | Red Bull-TAG Heuer   | 1:30,474  | +0,875    | 10         |
| 7        | Esteban Ocon      | Force India-Mercedes | 1:31,088  | +1,489    | 12         |
| 8        | Sergio Pérez      | Force India-Mercedes | 1:31,483  | +1,884    | 12         |
| 9        | Carlos Sainz Jr.  | Renault              | 1:31,513  | +1,914    | 14         |
| 10       | Kevin Magnussen   | Haas-Ferrari         | 1:31,521  | +1,922    | 13         |
| 11       | Romain Grosjean   | Haas-Ferrari         | 1:31,636  | +2,037    | 14         |
| 12       | Charles Leclerc   | Sauber-Ferrari       | 1:31,760  | +2,161    | 14         |
| 13       | Brendon Hartley   | Toro Rosso-Honda     | 1:32,030  | +2,431    | 13         |
| 14       | Lance Stroll      | Williams-Mercedes    | 1:32,201  | +2,602    | 14         |
| 15       | Nico Hülkenberg   | Renault              | 1:32,224  | +2,625    | 12         |
| 16       | Marcus Ericsson   | Sauber-Ferrari       | 1:32,442  | +2,843    | 10         |
| 17       | Fernando Alonso   | McLaren-Renault      | 1:32,608  | +3,009    | 14         |
| 18       | Szergej Szirotkin | Williams-Mercedes    | 1:32,631  | +3,032    | 14         |
| 19       | Stoffel Vandoorne | McLaren-Renault      | 1:33,034  | +3,435    | 13         |
| 20       | Pierre Gasly      | Toro Rosso-Honda     | 1:33,105  | +3,506    | 10         |

## Időmérő edzés
A japán nagydíj időmérő edzését október 6-án, szombaton futották. A Q3 esős körülmények között zajlott.
| helyezés              | rajtszám | versenyző         | csapat/motor         | 1. rész  | 2. rész    | 3. rész  | rajthely | futott kör |
| --------------------- | -------- | ----------------- | -------------------- | -------- | ---------- | -------- | -------- | ---------- |
| 1                     | 44       | Lewis Hamilton    | Mercedes             | 1:28,702 | 1:28,017   | 1:27,760 | 1        | 11         |
| 2                     | 77       | Valtteri Bottas   | Mercedes             | 1:29,297 | 1:27,987   | 1:28,059 | 2        | 12         |
| 3                     | 33       | Max Verstappen    | Red Bull-TAG Heuer   | 1:29,480 | 1:28,849   | 1:29,057 | 3        | 10         |
| 4                     | 7        | Kimi Räikkönen    | Ferrari              | 1:29,631 | 1:28,595   | 1:29,521 | 4        | 13         |
| 5                     | 8        | Romain Grosjean   | Haas-Ferrari         | 1:29,724 | 1:29,678   | 1:29,761 | 5        | 17         |
| 6                     | 28       | Brendon Hartley   | Toro Rosso-Honda     | 1:30,248 | 1:29,848   | 1:30,023 | 6        | 15         |
| 7                     | 10       | Pierre Gasly      | Toro Rosso-Honda     | 1:30,137 | 1:29,810   | 1:30,093 | 7        | 15         |
| 8                     | 31       | Esteban Ocon      | Force India-Mercedes | 1:29,899 | 1:29,538   | 1:30,126 | 11[1]    | 13         |
| 9                     | 5        | Sebastian Vettel  | Ferrari              | 1:29,049 | 1:28,279   | 1:32,192 | 8        | 13         |
| 10                    | 11       | Sergio Pérez      | Force India-Mercedes | 1:30,247 | 1:29,567   | 1:37,229 | 9        | 16         |
| 11                    | 16       | Charles Leclerc   | Sauber-Ferrari       | 1:29,706 | 1:29,864   |          | 10       | 12         |
| 12                    | 20       | Kevin Magnussen   | Haas-Ferrari         | 1:30,219 | 1:30,226   |          | 12       | 13         |
| 13                    | 55       | Carlos Sainz Jr.  | Renault              | 1:30,236 | 1:30,490   |          | 13       | 12         |
| 14                    | 18       | Lance Stroll      | Williams-Mercedes    | 1:30,317 | 1:30,714   |          | 14       | 10         |
| 15                    | 3        | Daniel Ricciardo  | Red Bull-TAG Heuer   | 1:29,806 | idő nélkül |          | 15       | 4          |
| 16                    | 27       | Nico Hülkenberg   | Renault              | 1:30,361 |            |          | 16       | 7          |
| 17                    | 35       | Szergej Szirotkin | Williams-Mercedes    | 1:30,372 |            |          | 17       | 8          |
| 18                    | 14       | Fernando Alonso   | McLaren-Renault      | 1:30,573 |            |          | 18       | 6          |
| 19                    | 2        | Stoffel Vandoorne | McLaren-Renault      | 1:31,041 |            |          | 19       | 10         |
| 20                    | 9        | Marcus Ericsson   | Sauber-Ferrari       | 1:31,213 |            |          | 20       | 4          |
| 107%-os idő: 1:34,911 |          |                   |                      |          |            |          |          |            |

Megjegyzés:
- ↑ 1:  — Esteban Ocon a harmadik szabadedzésen nem lassított eléggé a piros zászló idején, ezért 3 rajthelyes büntetést kapott.[3]

## Futam
A japán nagydíj futama október 7-én, vasárnap rajtolt.
| helyezés | rajtszám | versenyző         | csapat/motor         | futott kör | idő/kiesés oka   | rajthely | abroncs | pont |
| -------- | -------- | ----------------- | -------------------- | ---------- | ---------------- | -------- | ------- | ---- |
| 1        | 44       | Lewis Hamilton    | Mercedes             | 53         | 1:27:17,062      | 1        |         | 25   |
| 2        | 77       | Valtteri Bottas   | Mercedes             | 53         | +12,919          | 2        |         | 18   |
| 3        | 33       | Max Verstappen    | Red Bull-TAG Heuer   | 53         | +14,295          | 3        |         | 15   |
| 4        | 3        | Daniel Ricciardo  | Red Bull-TAG Heuer   | 53         | +19,495          | 15       |         | 12   |
| 5        | 7        | Kimi Räikkönen    | Ferrari              | 53         | +50,998          | 4        |         | 10   |
| 6        | 5        | Sebastian Vettel  | Ferrari              | 53         | +1:09,873        | 8        |         | 8    |
| 7        | 11       | Sergio Pérez      | Force India-Mercedes | 53         | +1:19,379        | 9        |         | 6    |
| 8        | 8        | Romain Grosjean   | Haas-Ferrari         | 53         | +1:27,198        | 5        |         | 4    |
| 9        | 31       | Esteban Ocon      | Force India-Mercedes | 53         | +1:28,055        | 11       |         | 2    |
| 10       | 55       | Carlos Sainz Jr.  | Renault              | 52         | +1 kör           | 13       |         | 1    |
| 11       | 10       | Pierre Gasly      | Toro Rosso-Honda     | 52         | +1 kör           | 7        |         |      |
| 12       | 9        | Marcus Ericsson   | Sauber-Ferrari       | 52         | +1 kör           | 20       |         |      |
| 13       | 28       | Brendon Hartley   | Toro Rosso-Honda     | 52         | +1 kör           | 6        |         |      |
| 14       | 14       | Fernando Alonso   | McLaren-Renault      | 52         | +1 kör           | 18       |         |      |
| 15       | 2        | Stoffel Vandoorne | McLaren-Renault      | 52         | +1 kör           | 19       |         |      |
| 16       | 35       | Szergej Szirotkin | Williams-Mercedes    | 52         | +1 kör           | 17       |         |      |
| 17       | 18       | Lance Stroll      | Williams-Mercedes    | 52         | +1 kör           | 14       |         |      |
| ki       | 16       | Charles Leclerc   | Sauber-Ferrari       | 38         | felfüggesztés    | 10       |         |      |
| ki       | 27       | Nico Hülkenberg   | Renault              | 37         | erőforrás        | 16       |         |      |
| ki       | 20       | Kevin Magnussen   | Haas-Ferrari         | 8          | baleseti sérülés | 12       |         |      |

## A világbajnokság állása a verseny után
| H   | Versenyzők       | Pont | H   | Konstruktőrök        | Pont |
| --- | ---------------- | ---- | --- | -------------------- | ---- |
| 1.  | Lewis Hamilton   | 331  | 1.  | Mercedes             | 538  |
| 2.  | Sebastian Vettel | 264  | 2.  | Ferrari              | 460  |
| 3.  | Valtteri Bottas  | 207  | 3.  | Red Bull-TAG Heuer   | 319  |
| 4.  | Kimi Räikkönen   | 196  | 4.  | Renault              | 92   |
| 5.  | Max Verstappen   | 173  | 5.  | Haas-Ferrari         | 84   |
| 6.  | Daniel Ricciardo | 146  | 6.  | McLaren-Renault      | 58   |
| 7.  | Sergio Pérez     | 53   | 7.  | Force India-Mercedes | 43   |
| 8.  | Kevin Magnussen  | 53   | 8.  | Toro Rosso-Honda     | 30   |
| 9.  | Nico Hülkenberg  | 53   | 9.  | Sauber-Ferrari       | 27   |
| 10. | Fernando Alonso  | 50   | 10. | Williams-Mercedes    | 7    |

(A teljes táblázat)

## Statisztikák
- Vezető helyen:
  - Lewis Hamilton: 53 kör (1-53)
- Lewis Hamilton 80. pole-pozíciója és 71. futamgyőzelme.
- Sebastian Vettel 35. versenyben futott leggyorsabb köre.
- A Mercedes 85. futamgyőzelme.
- Lewis Hamilton 131., Valtteri Bottas 30., Max Verstappen 18. dobogós helyezése.